# Винедејл (Индијана)
Винедејл (енгл. Wynnedale) град је у америчкој савезној држави Индијана.

## Демографија
По попису из 2010. године број становника је 231, што је 44 (-16,0%) становника мање него 2000. године.
| Група             | 2000.       | 2010.       |
| Белци             | 177 (64,4%) | 140 (60,6%) |
| Афроамериканци    | 91 (33,1%)  | 83 (35,9%)  |
| Азијати           | 1 (0,4%)    | 3 (1,3%)    |
| Хиспаноамериканци | 4 (1,5%)    | 2 (0,9%)    |
| Укупно            | 275         | 231         |